# هوبير ورك
هوبير ورك هو طبيب عسكري وسياسي أمريكي، ولد في 3 يوليو 1860 في ماريون سنتر في الولايات المتحدة، وتوفي في 14 ديسمبر 1942 في دنفر في الولايات المتحدة. نشط حزبياً في الحزب الجمهوري. وقد انتخب مدير مكتب البريد العام في الولايات المتحدة ‏ (4 مارس 1922 – 4 مارس 1923) وانتخب وزير داخلية الولايات المتحدة (4 مارس 1923 – 24 يوليو 1928).

## وصلات خارجية
- هوبير ورك على موقع إن إن دي بي (الإنجليزية)